# Cirrhitops mascarenensis
Cirrhitops mascarenensis és una espècie de peix pertanyent a la família dels cirrítids.

## Descripció
Pot arribar a fer 7,5 cm de llargària màxima. Cos de color vermell al dors, ventre blanc i amb cinc franges lleugerament obliqües de color marró vermellós per sota de l'aleta dorsal. Presenta una taca de color marró fosc a l'opercle i una altra oblonga i negre al peduncle caudal. 10 espines i 14 radis tous a l'aleta dorsal i 3 espines i 6 radis tous a l'anal. 26 vèrtebres. 14 radis (rarament 15) a l'aleta pectoral. 49-52 escates a la línia lateral. Aleta caudal lleugerament emarginada.

## Hàbitat
És un peix marí, pelàgic-nerític i de clima tropical.

## Distribució geogràfica
Es troba a l'Índic occidental: les illes Mascarenyes.

## Observacions
És inofensiu per als humans.